# 伊朗副總統
伊朗副總統是伊朗憲法第124條明確定下的一個官職，由總統委任，負責領導與總統事務相關的組織。副總統的人數不定，位列第一的被稱為「第一副總統」。截至2024年，伊朗同時有14位副總統，其中第一副總統最重要，他可在總統缺席的情況下領導內閣會議。
雖然伊朗憲法允許副總統的委任，但這並不是必須的，總統可選擇委任或不委任副總統，伊朗總統甚至得不委任第一副總統。

## 第一副總統
第一副總統是經1989年伊朗修憲後創立的職位，取代了原來伊朗總理的部分職能。根據伊朗憲法第124條，在總統許可的情況下，第一副總統可主持部長級會議及協調其他副總統。另外，根據伊朗憲法第131條，當總統無力履行職務而且得到最高領袖的許可時，由第一副總統暫代其職務，而第一副總統須確保新總統的選舉在50天內進行。
伊朗憲法第132條又明言，在代理總統（通常是第一副總統）在任期間，伊斯蘭議會不得彈劾部長，也不得對新上任的部長提出異議，對憲法的修改及公決也被禁止。

### 第一副總統列表
改革派
  保守派
  溫和派
| # | 姓名                       | 肖像 | 生－卒     | 上任日期      | 離任日期      | 所屬政黨           | 總統                                       |
| - | -------------------------- | ---- | ---------- | ------------- | ------------- | ------------------ | ------------------------------------------ |
| 1 | 哈桑·哈比比                |      | 1937－2013 | 1989年9月1日  | 2001年9月11日 | 建設公僕黨         | 阿克巴爾·哈什米·拉夫桑賈尼 穆罕默德·哈塔米 |
| 2 | 穆罕默德·礼萨·阿雷夫       |      | 1951－     | 2001年9月11日 | 2005年9月11日 | 伊斯蘭參與陣線黨   | 穆罕默德·哈塔米                            |
| 3 | 帕爾維茲·達沃迪            |      | 1952－     | 2005年9月11日 | 2009年7月17日 | 伊斯蘭伊朗建築聯盟 | 馬哈茂德·艾哈邁迪內賈德                    |
| 4 | 埃斯凡迪亞爾·拉希姆·馬沙伊 |      | 1960－     | 2009年7月17日 | 2009年7月25日 | 伊斯蘭伊朗建築聯盟 | 馬哈茂德·艾哈邁迪內賈德                    |
| 5 | 穆罕默德-禮薩·拉希米       |      | 1949－     | 2009年9月13日 | 2013年8月3日  | 伊斯蘭革命信徒協會 | 馬哈茂德·艾哈邁迪內賈德                    |
| 6 | 埃沙格·贾汉吉里            |      | 1957－     | 2013年8月4日  | 2021年8月8日  | 建設公僕黨         | 哈桑·鲁哈尼                                |
| 7 | 穆罕默德·穆赫贝尔          |      | 1955－     | 2021年8月8日  | 2024年7月28日 | 無黨籍             | 易卜拉欣·莱希                              |
| 8 | 穆罕默德·礼萨·阿雷夫       |      | 1951－     | 2024年7月28日 | 现任          | 无党籍             | 马苏德·佩泽希齐扬                          |

- 副總統及原子能機構主席：弗雷杜恩·阿巴西（Fereydoon Abbasi）
- 副總統及國家精英基金會主席：娜斯蘭·索爾坦亥（Nasrin Soltankhah）
- 副總統及環境保護機構主席：瑪蘇梅·埃卜特卡爾（Masoumeh Ebtekar）
- 副總統及管理及規劃機構主席：法爾哈德·拉赫巴爾（Farhad Rahbar）
- 政府事務副總統：穆罕默德·梅馬里安（Mohammad Me'marian）
- 副總統及國家體育機構主席：阿里·賽義德盧（Ali Saeedlou）
- 司法及議會事務副總統：穆罕默德-禮薩·塔傑-奧爾迪尼（Mohammad-Reza Taj-oldini）
- 副總統及烈士及退伍軍人基金會主席：侯賽因·德漢（Hossein Dehghan）
- 副總統及文化遺產和旅遊機構主席：塔赫米尼·達尼亞爾里（Tahmine Daniali）
- 副總統及國家青年機構主席：法拉赫娜兹·土耳其斯坦尼（Farahnaz Turkestani）
- 副總統及婦女和家庭事務中心主席：馬里亞姆·穆杰塔赫·扎德（Maryam Mojtahed Zadeh）

### 在世前任第一副总统
| 姓名                     | 肖像 | 任期       | 出生日期       |
| ------------------------ | ---- | ---------- | -------------- |
| 帕爾維茲·達烏迪          |      | 2005－2009 | 1952年2月5日   |
| 埃斯凡迪亞爾·拉希姆·馬沙 |      | 2009       | 1960年11月16日 |
| 穆罕默德-礼萨·拉希米     |      | 2009－2013 | 1949年1月11日  |
| 埃沙格·贾汉吉里          |      | 2013－2021 | 1958年1月21日  |
| 穆罕默德·穆赫贝尔        |      | 2021－2024 | 1955年6月26日  |